# 1910 w filmie
Wydarzenia filmowe w 1910 roku.

## Wydarzenia
- 28 lutego – francuskie towarzystwo filmowe Gaumont wstrzymało sprzedaż kopii filmów, odtąd filmy były wypożyczane wyłącznie właścicielom kin.

## Premiery
- Przepaść (Afgrunden, Dania) – reżysera i scenariusz: Urban Gad, zdjęcia: Alfred Lind, wykonawcy: Asta Nielsen, Poul Reumert i Robert Dinesen.
- Frankenstein (USA) – reżyseria i scenariusz: James Searle Dawley, wykonawcy: Mary Fuller, Augustus Phillips, Charles Ogle

## Urodzili się
- 3 stycznia – John Sturges, amerykański reżyser (zm. 1992)
- 12 stycznia – Luise Rainer, niemiecka aktorka (zm. 2014)
- 26 stycznia:
  - Elmar Klos, czeski reżyser i scenarzysta (zm. 1993)
  - Tamás Major, węgierski reżyser teatralny i aktor (zm. 1986)
- 8 lutego – Steffi Duna, węgierska aktorka (zm. 1992)
- 10 lutego – Joyce Grenfell, angielska aktorka (zm. 1979)
- 14 lutego – Henryk Borowski, polski aktor (zm. 1991)
- 26 lutego – Aleksander Fogiel, polski aktor (zm. 1996)
- 27 lutego – Joan Bennett, amerykańska aktorka (zm. 1990)
- 1 marca – David Niven, angielski aktor (zm. 1983)
- 8 marca – Claire Trevor, amerykańska aktorka (zm. 2000)
- 17 marca – Sari Maritza, aktorka (zm. 1987)
- 23 marca – Akira Kurosawa, japoński reżyser (zm. 1998)
- 23 kwietnia – Simone Simon, francuska aktorka (zm. 2005)
- 15 maja – Constance Cummings, brytyjska aktorka (zm. 2005)
- 23 maja – Scatman Crothers, amerykański aktor (zm. 1986)
- 3 czerwca – Paulette Goddard, amerykańska aktorka (zm. 1990)
- 13 czerwca – Mary Wickes, amerykańska aktorka (zm. 1995)
- 16 czerwca – Ilona Massey, aktorka (zm. 1974)
- 4 lipca – Gloria Stuart, amerykańska aktorka (zm. 2010)
- 4 sierpnia – Anita Page, amerykańska aktorka (zm. 2008)
- 6 sierpnia – Charles Crichton, brytyjska reżyser (zm. 1999)
- 8 sierpnia – Sylvia Sidney, amerykańska aktorka (zm. 1999)
- 12 sierpnia – Lena Żelichowska, polska aktorka (zm. 1958)
- 16 sierpnia – Mae Clarke, amerykański aktorka (zm. 1992)
- 19 września – Margaret Lindsay, amerykańska aktorka (zm. 1981)
- 29 września – Virginia Bruce, amerykańska aktorka (zm. 1982)
- 20 października – Irena Górska-Damięcka, polska aktorka (zm. 2008)
- 22 listopada – Mary Jackson, amerykańska aktorka (zm. 2005)
- 13 grudnia:
  - Lillian Roth, amerykańska aktorka (zm. 1980)
  - Van Heflin, amerykański aktor (zm. 1971)